# Mosquiter d'ulleres capgrís
El mosquiter d'Ogilvie-Grant (Phylloscopus xanthoschistos) és una espècie d'ocell de la família dels fil·loscòpids (Phylloscopidae). Es troba a Bhuthan, Xina, l'Índia, Myanmar, Nepal i Pakistan. Els seus hàbitats principals són els boscos temperats. El seu estat de conservació es considera de risc mínim.